# 2007 في اليابان
فيما يلي قوائم الأحداث التي وقعت خلال عام 2007 في اليابان.

## أحداث
- 20 أغسطس – الخطوط الجوية الصينية

## سياسة

### تعيين في المنصب
- 9 يناير – فوميو كيوما وزير دفاع اليابان [الإنجليزية]‏.
- 4 يوليو – يوريكو كويكي وزير دفاع اليابان [الإنجليزية]‏.
- 26 سبتمبر – ياسو فوكودا رئيس وزراء اليابان.

### انتهاء فترة المنصب
- 4 يوليو – فوميو كيوما وزير دفاع اليابان [الإنجليزية]‏.
- 27 أغسطس – يوريكو كويكي وزير دفاع اليابان [الإنجليزية]‏.
- 26 سبتمبر – شينزو آبي رئيس وزراء اليابان.

## رياضة
- 30 سبتمبر – جائزة اليابان الكبرى 2007 الفائز لويس هاملتون.

## ظهور
- 1 يناير – إكس جابان
- 1 يناير – شينساي كماتيشان فرقة روك يابانية.
- 2 نوفمبر – جمب سكوير

## أفلام
من الأفلام التي صدرت هذه السنة في اليابان:
- 1 يناير – المحقق كونان: علم القراصنة في عرض المحيط من إخراج ياسويشيرو ياماموتو.
- 1 يناير – إيفانجيليون: 1.0 أنت (لست) وحيدا من إخراج هيدياكي أنو، كازويا تسوروماكي.
- 1 يناير – بليتش: تمرد غبار الماس من إخراج نوريوكي أبيه.
- 1 يناير – سيف الغريب من إخراج ماساهيرو أندو.
- 1 يناير – فكسل من إخراج Fumihiko Sori [الإنجليزية]‏.
- 1 يناير – كايدان من إخراج هيديو ناكاتا.
- 11 سبتمبر – الحرير من إخراج فرانسوا جيرارد.

## برامج ومسلسلات وأنمي
- ديفل ماي كراي: سلسلة الرسوم المتحركة

## كتب
من الكتب التي صدرت هذه السنة في اليابان:
- 1 فبراير – سأمنحك حلما من تأليف Risa Wataya [الإنجليزية]‏.

## وفيات

### فبراير
- 21 فبراير – آراوا كيمورا (مواليد 1931) لاعب كرة قدم ياباني.

### يونيو
- 28 يونيو – كييتشي ميازاوا (مواليد 1919) سياسي ياباني.

### سبتمبر
- 4 سبتمبر – نوريياسو نماتا (مواليد 1966) متسابق دراجات نارية ياباني.
- 24 سبتمبر – هيروشي أوساكا (مواليد 1963) رسّام رسوم متحركة ياباني.
- 25 سبتمبر – نوبو ماتسوناغا (مواليد 1921) لاعب كرة قدم ياباني.
- 29 سبتمبر – كاتسوكو ساروهاشي (مواليد 1920) عالمة من اليابان.

### أكتوبر
- 7 أكتوبر – نوريفومي أبي (مواليد 1975) متسابق دراجات نارية ياباني.
- 12 أكتوبر – كيشو كوروكاوا (مواليد 1934)
- 22 أكتوبر – يوشيو ساساكي (مواليد 1913)

### نوفمبر
- 23 نوفمبر – إيشيجي أوتاني (مواليد 1912) لاعب كرة قدم ياباني.

### ديسمبر
- 22 ديسمبر – تاكاشي ياماموتو (مواليد 1949) سياسي ياباني.